# Trichodezia kindermanni
Trichodezia kindermanni là một loài bướm đêm trong họ Geometridae.